# Weedon, Québec
Weedon är en kommun i provinsen Québec i Kanada. Den ligger i regionen Estrie, i den sydöstra delen av landet, 300 km öster om huvudstaden Ottawa. Kommunen bildades genom en serie sammanslagningar: först kantonen Weedon och bykommunen Weedon Centre 1996, därefter tillkom kommunen Fontainebleau 1997 och bykommunen Saint-Gérard 2000.